# روجر كورمان
روجر وليم كورمان (بالإنجليزية: Roger William Corman)‏ ( 5 أبريل 1926- 9 مايو 2024)  هو منتج ومخرج وممثل أفلام أمريكي حائز على جائزة الأوسكار. عمل في الغالب على أفلام منخفضة الميزانية من الدرجة الثانية. بعض من أعمال كورمان اكتسبت سمعة بين النقاد، مثل مجموعة الأفلام المقتبسة من حكايات إدغار ألان بو،  وفي 2009 ربح جائزة أكاديمية فخرية لمجموع أعماله. لعب كورمان أدوارا بسيطة في أفلام قليلة في مثل صمت الحملان، العراب الجزء الثاني، أبولو 13، المرشح المانشوري (2004) وفيلاديلفيا. عرض برنامج وثائقي حول حياة ومسيرة روجر كورمان بعنوان «عالم كورمان: مآثر ثائر هوليودي» في مهرجاني سندانس وكان السينمائيين في عام 2011، وأخرجه أليكس ستابلتون. نالت شركة A & E IndieFilms حقوق بث الفيلم على التلفزيون بعد استحسان عرضه في مهران سندانس.
كان كورمان مرشد العديد من المخرجين الشباب ومنهم فرانسيس فورد كوبولا، مارتن سكورسيزي، رون هوارد، بيتر بوغدانوفيتش، جوناثان ديم، جيمس كاميرون، كرتيس هانسن، جون سايلز، والعديد الآخرين منهم. ساعد على إطلاق ممثلين نحو النجومية مثل جاك نيكلسون، وليم شاتنر، بيتر فوندا، دنيس هوبر، تاليا شاير وروبرت دي نيرو.

## بدايات حياته
ولد كورمان في ديترويت، مشيغان، وهو ابن آن (اسمها قبل الزواج هاي) ووليم كورمان، الذي كان مهندسا. أخوه، يوجين هارولد كورمان، أنتج عدة أفلام أيضا، أحيانا بالتعاون مع روجر. درس كورمان في ثانوية بيفرلي هيلز وبعد ذلك إلى جامعة ستانفورد لدراسة الهندسة الصناعية. وعندما كان في ستانفورد، سجل كورمان في برنامج كلية البحرية V-12 التدريبي. وبعد نهاية الحرب العالمية الثانية، عاد كورمان إلى ستانفورد وتلقى شهادة في الهندسة الصناعية. في عام 1948، عمل لفترة قصيرة في المحركات الكهربائية الأمريكية على سلوسون أفينيو في لوس أنجلس، لكن مهنته في الهندسة دامت أربعة أيام فقط؛ بدأ العمل يوم الاثنين وتركه يوم الخميس، وقال لرئيسه «لقد قمت بخطأ فظيع».
كان كورمان أكثر اهتماما بالأفلام، وجد له عملا في فوكس القرن العشرين كبداية في غرفة البريد. شق طريقه صعودا إلى أن أصبح قارئ قصص. وهناك قصة وحيدة أحبها ومدّها بالأفكار وتم تصويرها في فيلم المقاتل The Gunfighter من بطولة جريجوري بيك. وعندما لم يتلقَ أي تصديق على عمله ترك فوكس وقرر أن يعمل في مجال السينما وحده. درس كورمان الأدب الإنجليزي في جامعة أكسفورد بالاستفادة من قانون المحاربين القدماء. وعاد إلى لوس أنجلس، وبدأ يمتهن السينما في عام 1953 كمنتج وكاتب نصوص سينمائية، ثم بدأ بإخراج الأفلام في عام 1955.

## المهنة
بدأ كورمان بإخراج الأفلام في منتصف الخمسينات، ومنها نساء المستنقع (1955). في فترات مهنته المبكرة، أنتج ما يقدر بتسعة أفلام في السنة. ويقال أن أسرع أفلامه كان دكان الرعب الصغير (1960)، الذي صور كما يقال في نهارين وليلة واحدة. وكما يقال، فقد تراهن على أن بإمكانه أن يصور فيلما طويلا كاملا في أقل من ثلاثة أيام. وهناك قصة أخرى تدعي بأنه استأجر الأستوديو لمدة شهر، وأنهى من استعماله قبل ثلاثة أيام من نهاية الشهر، وهكذا قام باستعمال الأستوديو لإنتاج فيلم جديد. (هناك قصة مشابهة وراء إنتاج فيلم الذعر عام 1963، حيث تم تصوير معظمه في يومين وكان من بطولة بوريس كارلوف وجاك نيكلسن، وتم إنتاجه بعد فيلم الغراب، من بطولتهما أيضا، والذي تم الانتهاء منه قبل يومين من المدة المحددة).
بالإضافة إلى إنتاج وإخراج الأفلام لصالح أميريكان إنترناشنال بيكتشرز (AIP)، مول كورمان أفلاما أخرى منخفضة التكلفة أصدرت أيضا بشكل جزئي مع شركات أفلام أخرى. في عام 1959 أسس كورمان شركة فيلم غروب مع أخيه جين، وهي شركة تنتج أو تصدر رخيصة أفلام بالأسود والأبيض. وبعد أن اكتشف أن الأفلام بالأسود والأبيض لم تكن بنجاح الأفلام الملونة، عاد كورمان إلى أميريكان إنترناشنال،  وتوقفت فيلم غروب عن العمل في عام 1962.

## اقتباسات إدغار ألان بو
ظهرت مهارة كورمان كمخرج في سلسلة إدغار ألان بو في الستينات. وقد استندت على أعمال بو، وحقق نجاحه مع أميريكان إنترناشنال، وكان يتعاون في غالبها مع الكاتب ريتشارد ماثيسون، وتشمل السلسلة ثمانية أفلام هي بيت أشر (1960)، الحفرة والبندول (1961)، الدفن حيا (1962)، حكايات الذعر (1962)، الغراب (1963)، القصر المسكون (1963)، قناع الموت الأحمر (1964)، وقبر ليجيا (1964). كلها، إلا الدفن حيا، كانت من بطولة فينسنت برايس. أفلام بو الأخرى أنتجت عن طريق أميريكان إنترناشنال في أواخر الستينات وأوائل السبعينات واخرجها منتجو أفلام آخرين وكان برايس في أدوار البطولة، لكن النقاد قالوا بأنها لم تكن بنصف جودة سلسلة أفلام كورمان.
عمل كورمان أيضا مع مصمم الاستوديو دانيال هالر والمصور السينمائي فلويد كروسبي في كل أفلام بو. انضم إليه آخرون ومنهم المصور والمخرج نيكولاس روغ، والكتاب روبرت تاون وتشارلز بومونت، والممثلون راي ميلاند، باسيل راثبون، هيزل كورت، جاك نيكلسن، وباربرا ستيل، ديبرا باجيت، وبيتر لور. بعد إكمال فيلم الغراب، قيل أن كورمان رأى أن لديه أيام تصوير إضافية قبل هدم الاستوديو فأنتج فيلما آخر هو الذعر (1963)، وصوره على الفور مع ما تبقى من فريق الممثلين والطاقم.

## أعمال أخرى
أخرج كورمان أيضا أحد أوائل أفلام ويليام شاتنر الأولى في دور رئيسي في فيلم الدخيل (المعروف باسم الغريب عام 1962). وهو مستند على رواية من تأليف تشارلز بومونت، وتم إنتاج الفيلم بميزانية 80,000 دولار تقريبا،  وهو معروف بمعالجته لقضية التفرقة العنصرية والحقوق المدنية.
في أواخر الستينات بدأ كورمان بأفلام قدمت صوتها إلى الثقافة المضادة في عصرها. في عام 1966، أنتج كورمان أول أفلام الدراجين بعنوان الملائكة البرية. وكان من بطولة بيتر فوندا ونانسي سيناترا وعرض أول مرة مهرجان فينيسيا السينمائي عام 1966. في 1967 أنتج فيلم الرحلة، والذي كتبه جاك نيكلسن وكان من بطولة بيتر فوندا، والذي بدأ هوس أفلام المخدرات في أواخر الستينات وكان الفيلم الأمريكي الذي أدخل في مهرجان كان تلك السنة. قالت جوان ديديون بأنها ذهبت لرؤية فيلم الملائكة البرية لأن "هناك على الشاشة توجد بعض الأخبار التي لم تكن موجودة في نيويورك تايمز. بدأت أعتقد بأنني كنت أرى رموز المستقبل"."
في 1970، أسس كورمان شركة أفلام نيو ورلد والتي أصبحت ستوديو إنتاج وتوزيع مستقل،  وأنتج العديد من الأفلام التي جذبت طائفة من المعجبين مثل النساء في الأقفاص (1971)، سباق الموت 2000 (1975)، ثانوية الروك أند رول (1979)، مجرة الرعب (1981)، أطفال الذرة (1983)، وفيلم جو دانتي وفيلم بيرانيا (1978). كما قام كورمان بتوزيع العديد من الأفلام الأجنبية لحشد المشاهدين في الولايات المتحدة، ومنها أعمال إنجمار بيرغمان، فرانسوا تروفو، فيديريكو فليني، أكيرا كوراساوا. ربحت شركة نيو ورلد في فترة عشر سنوات جوائز الأوسكار عن أفضل فيلم أجنبي أكثر من كل الشركات الأخرى مجمعة. باع كورمان شركة نيو ورلد في النهاية إلى مجموعة استثمار في عام 1983 وأسس لاحقا شركة أفلام كونكورد ونيو هورايزون.
كان فيلم كورمان ما قبل الأخير كمخرج هو فون ريختهوفن وبراون عام 1971 (وكان دوما يريد أن يصور فيلما عن الطيران، فقد كان طيارا بنفسه).
ثم عاد مرة أخرى إلى الإخراج في التسعينيات في فيلم فرانكشتاين طليقا. أنتج روجر كورمان في المجمل أكثر من 300 فيلم وأخرج أكثر من خمسين.
في 2009, أنتج كورمان وأخرج بجانب المخرج جو دانتي، «سبلاتر» من سلسلة الويب لصالح نتفليكس. ومثّل دور بطل الفيلم الممثل كوري فيلدمان،  والقصة تتكلم عن قصة أسطورة الروك أند رول جوني سبلاتر. بدأ أيضا بالمساهمة في التعليق المقاطع الدعائية إلى سلسلة الويب لدانتي المقطورات من الجحيم.
أنتج كورمان عام 2010 أفلام دينوشارك ودينوكروك ضد سوبرغاتور لصالح قناة سايفاي التلفزيونية. عُرض دينوشارك في 13 مارس 2010. وفيلم شاركتوبوس من إنتاج سايفاي، عرض في سبتمبر 2010.

## التذكر والجوائز
في سيرته الذاتية، بعنوان «كيف أنتجت مائة فيلم في هوليود ولم اخسر أي قرش» (ISBN 0-306-80874-9)، يوثق تجاربه في صناعة السينما.
في 1964، كان كورمان أصغر أو منتج أو مخرج يتم منحه معرضا زمنيا في المعهد السينمائي الفرنسي Cinematheque Francaise، بالإضافة إلى معارض زمنية في معهد الفيلم البريطاني ومتحف الفن الحديث.
في 1998، ربح أول جائزة لأفضل منتج يتم منحها في مهرجان كان السينمائي.
في عام 2006، تلقى كورمان جائزة ديفد سيلزنيك من نقابة منتجي أمريكا. كذلك في فيلمه عام 2006، سقوط بيت أشر كان بين الأفلام الخمسة والعشرين التي اختارها مكتب سجل الفيلم الوطني، في تجميع للأفلام الهامة التي ستحفظ في مكتبة الكونغرس.
في عام 2010، منحت أكاديمية الصور المتحركة للفنون والعلوم كورمان جائزة الأكاديمية الفخرية في جوائز الحكام الافتتاحية، في 14 نوفمبر 2009. on November 14, 2009.
في عام 2010، أجرى الكاتب والممثل مارك غاتيس مقابلة مع كورمان في سلسلة بي بي سي الوثائقية «تاريخ الرعب»، التي يركز النصف الثاني من الحلقة الثانية منها على كورمان.
في عام 2010، أدخل كورمان إلى قاعة مشاهير ثانوية بيفرلي هيلز.

## مدرسة كورمان للأفلام
عمل عدد من المخرجين البارزين مع كورمان، وأغلبهم في بدايات مهنتهم، ومن هؤلاء فرانسيس فورد كوبولا، مارتن سكورسيزي، رون هوارد، بيتر بوغدانوفيتش، أموندو لينوس أكوستا، جوناثان ديم، دونالد جي جاكسن، غيل آن هيرد، كارل كولبارت، جو دانتي، جيمس كاميرون، جون سيلز، مونت هيلمان، بول بارتيل، جورج أرميتاج، جوناثان كابلان، جورج هيكنلوبر، كرتيس هانسن، جاك هيل، روبرت تاون، مايكل فنزور وتمور بيكمامبيتوف. قال الكثيرون بأن تأثير كورمان علمهم بعض طبائع صنع الأفلام. في اللقطات الإضافية من فيلم ترميناتور على دي في دي، قال المخرج جيمس كاميرون، «تدربت في مدرسة أفلام روجر كورمان». عمل المخرج البريطاني نيكولاس روغ كمصور سينمائي على تمثيلية الموت الأحمر. وكل من كاميرون وكوبولا وديم وهانسن وهوارد وسكورسيزي ربحوا جوائز الأوسكار لاحقا. ذكر هوارد أن كورمان قال له، «إذا قمت بعمل جيد في هذا الفيلم، فلن تضطر للعمل عندي مجددا.»
ممثلون آخرون فتحت لهم أبواب النجومية وهم يعملون لدى كورمان ومنهم جاك نيكلسن، بيتر فوندا، بروس ديرن، مايكل ماكدونالد، دنيس هوبر، تاليا شاير، ساندرا بولوك، وروبرت دي نيرو. ديفد كارادين، الذي تلقى أحد أدواره الأولى في فيلم كورمان بوكسكار برتا (1972) واستمر نجمه في الصعود في سباق الموت 2000، وقال لاحقا: «بدا لي كما لو أنه لا يمكنك أن تبدأ مهنتك هنا دون أن تمر من خلال يدي روجر ولو للحظة على الأقل».
العديد من تلامذة كورمان كافأوه بأدوار شرفية في أفلامهم، ومنها العراب الجزء الثاني، وصمت الحملان، أبولو 13،  وفيلم رايتشل تتزوج للمخرج ديم عام 2008.
| الاسم               | أول فيلم مع كورمان                | السنة | مسجل بصفته                       |
| ------------------- | --------------------------------- | ----- | -------------------------------- |
| جورج أرميتاج        | غاس-س-س                           | 1971  | كاتب، منتج شريك، ممثل            |
| تيمور بيكمامبيتوف   | الحلبة                            | 2001  | مخرج                             |
| بيتر بوغدانوفيتش    | رحلة إلى كوكب نساء ما قبل التاريخ | 1968  | مخرج، ممثل                       |
| جيمس كاميرون        | معركة ما بعد النجوم               | 1980  | مخرج فني، مؤثرات بصرية           |
| فرانسيس فورد كوبولا | معركة ما بعد الشمس                | 1962  | مخرج (مشاهد في النسخة الأمريكية) |
| جو دانتي            | هوليوود بوليفارد                  | 1976  | مخرج مساعد، محرر                 |
| جوناثان ديم         | ملائكة بأقصى ما يمكن              | 1971  | كاتب، منتج                       |
| كرتيس هانسون        | رعب دانويتش                       | 1970  | كاتب مساعد                       |
| مونتي هيلمان        | الوحش من الكهف المسكون            | 1959  | مخرج                             |
| جاك هيلl            | الذعر                             | 1963  | كاتب                             |
| جاك هيل             | غراند ثيفت أوتو                   | 1977  | مخرج، كاتب مساعد                 |
| غيل آن هيرد         | بشريون من الأعماق                 | 1980  | منتجة مساعدة                     |
| جوناثان كابلان      | ممرضات النوبة الليلية             | 1972  | مخرج، محرر                       |
| جون سيلز            | بيرانيا                           | 1978  | كاتب                             |
| ارتن سكورسيزي       | بوكسكار برتا                      | 1972  | مخرج                             |
| روبرت تاون          | آخر امرأة على الأرض               | 1960  | كاتب، ممثل                       |

### كلاسيكيات روجر كورمان
في عام 2010 تعاون روجر كورمان مع شاوت فاكتوري لإصدار نسخ دي في دي وبلو راي من أفلام كورمان بعنوان كلاسيكيات روجر كورمان. وركزت الإصدارات على الأفلام التي أنتجها في السبعينات والثمانينات عبر شركة نيو ورلد عوضا عن التي أخرجها وهي تشمل ثانوية الروك أن رول، سباق الموت 2000، مجرة الرعب، العالم المحرم، بيرانيا، بالإضافة إلى أفلام أخرى يستمر إصدارها.

## الوفاة
توفي روجر كورمان في 9 مايو 2024 عن عمر ناهز الثامنة والتسعين.

## وصلات خارجية
- روجر كورمان  على قاعدة بيانات الخيال التأملي على الإنترنت
- روجر كورمان على موقع IMDb (الإنجليزية)
- روجر كورمان على موقع الموسوعة البريطانية (الإنجليزية)
- روجر كورمان على موقع روتن توميتوز (الإنجليزية)
- روجر كورمان على موقع مونزينجر (الألمانية)
- روجر كورمان على موقع قاعدة بيانات الأفلام العربية
- روجر كورمان على موقع ألو سيني (الفرنسية)
- روجر كورمان على موقع ميوزك برينز (الإنجليزية)
- روجر كورمان على موقع تيرنر كلاسيك موفيز (الإنجليزية)
- روجر كورمان على موقع أول موفي (الإنجليزية)
- روجر كورمان على موقع قاعدة بيانات برودواي على الإنترنت (الإنجليزية)